# ノーバート・ウィーナー応用数学賞
ノーバート・ウィーナー応用数学賞（Norbert Wiener Prize in Applied Mathematics)は、アメリカ合衆国の数学の賞。
アメリカ数学会と応用数理学会によって、応用数学における顕著な業績に対して授与される。ノーバート・ウィーナーにちなんで1970年に設立された。

## 受賞者
- 1970年: リチャード・E・ベルマン
- 1975年: ピーター・ラックス
- 1980年: 加藤敏夫、Gerald B. Whitham
- 1985年: Clifford S. Gardner
- 1990年: Michael Aizenman、Jerrold E. Marsden
- 1995年: Hermann Flaschka、Ciprian Foias
- 2000年: Alexandre J. Chorin、Arthur Winfree
- 2004年: James A. Sethian
- 2007年: Craig Tracy、Harold Widom
- 2010年: デイヴィッド・ドノホー
- 2013年: Andrew Majda
- 2016年: Constantine M. Dafermos
- 2019年: Marsha Berger、Arkadi Nemirovski
- 2022年: Eitan Tadmor
- 2025年: Robert McCann

## 参照
- AMS-SIAM Norbert Wiener Prize in Applied Mathematics